# Ischnolea
Ischnolea is een kevergeslacht uit de familie van de boktorren (Cerambycidae). De wetenschappelijke naam van het geslacht werd voor het eerst geldig gepubliceerd in 1861 door Thomson.

## Soorten
Ischnolea omvat de volgende soorten:
- Ischnolea bicolorata Galileo & Martins, 2007
- Ischnolea bimaculata Chevrolat, 1861
- Ischnolea crinita Thomson, 1861
- Ischnolea flavinota Galileo & Martins, 1993
- Ischnolea flavofemorata Breuning, 1943
- Ischnolea indistincta Breuning, 1942
- Ischnolea inexpectata Galileo & Martins, 1993
- Ischnolea longeantennata Breuning, 1942
- Ischnolea modesta Galileo & Martins, 1993
- Ischnolea oculata Galileo & Martins, 1993
- Ischnolea odettae Martins, Galileo & Tavakilian, 2008
- Ischnolea peruana Breuning, 1943
- Ischnolea piim Galileo & Martins, 1996
- Ischnolea singularis Galileo & Martins, 1993
- Ischnolea spinipennis Breuning, 1943
- Ischnolea strandi Breuning, 1942